# Julien Alfred
Julien Alfred (Castries, 10 juni 2001) is een Saint Luciaanse atlete, die gespecialiseerd is in de sprint. In 2024 werd zij wereldindoorkampioene op de 60 m.  Ze liep eerder de tweede snelste tijd aller tijden over die afstand, die tevens geldt als een continentaal record. Ze was daarmee ook de eerste vrouw die onder de 7 seconden liep in de NCAA. Op de Olympische Spelen van 2024 veroverde zij vervolgens de gouden medaille op de 100 m en zilver op de 200 m.  

## Biografie

### Jeugd en eerste successen
Alfred, die op twaalfjarige leeftijd haar vader verloor, volgde de lagere school op Saint Lucia en begon in die periode met atletiek. Al op veertienjarige leeftijd veroverde zij haar eerste internationale titel door op de Centraal-Amerikaanse en Caraïbische U15 kampioenschappen de 100 m te winnen. Datzelfde jaar werd zij door Saint Lucia uitgeroepen tot junior sportvouw van het jaar, een titel die zij twee jaar later opnieuw veroverde, nadat zij dat jaar kampioene op de 100 m was geworden tijdens de Gemenebest Jeugdspelen. Inmiddels was zij toen al verhuisd naar Jamaica, waar zij van 2015 tot 2018 de Highschool doorliep. Op atletiekgebied veroverde zij in 2018 de zilveren medaille op de 100 m tijdens de Olympische Jeugdspelen in Buenos Aires. Datzelfde jaar ging zij studeren aan de Universiteit van Texas in Austin, waar zij haar studie combineerde met atletiek. 

### NCAA-successen
Alfred, inmiddels actief in het NCAA-circuit, liep in 2022 tijdens de NCAA indoorkampioenschappen de 60 m in 7,04. Hiermee behoorde zij als 20-jarige al tot de 30 snelste vrouwen ter wereld ooit. Vervolgens liep zij in mei, tijdens de 'Big 12 Conference' kampioenschappen, onderdeel van het NCAA-programma, de 100 m in 10,81 (+1,7 m/s), een nationaal record voor Saint Lucia en tevens een kampioenschapsrecord. Zij was hiermee nu de snelste vrouw ooit binnen de Organisatie van Oost-Caraïbische Staten. Nog diezelfde maand volgde een 100 m in 10,80, maar dat ging gepaard met iets te veel windvoordeel (+2,2 m/s). De dag na haar 21e verjaardag werd zij voor de eerste maal NCAA-kampioene op de 100 m in 11,02. Enkele weken later veroverde zij in 11,07 ook de gouden medaille op de 100 m tijdens de allereerste Caraïbische Spelen U23 in Guadeloupe.

### Op één na snelste aller tijden indoor
Op 25 februari 2023 liep Alfred tijdens de 'Big 12' indoorkampioenschappen de 60 m in 6,97, waarmee zij de eerste vrouw binnen de NCAA werd die een tijd binnen de 7 seconden had gelopen. Ze steeg er op de wereldranglijst aller tijden mee naar de achtste plaats. Op de 200 m kwam zij tot 22,26 en daarmee was zij na Abby Steiner de op één na snelste vrouw bij de NCAA en de vierde snelste vrouw ooit. In maart, op de NCAA indoorkampioenschappen in het hoog gelegen Albuquerque, deed zij er nog een schepje bovenop met twee overwinningen, te weten 6,94 op de 60 en 22,01 op de 200 m en schoof ze op de wereldranglijst op beide afstanden op naar de tweede plaats aller tijden. Op de 60 m was zij nu het wereldrecord van Irina Privalova uit 1993 tot op 0,02 seconden genaderd en had zij het Noord- en Midden-Amerikaanse record van Aleida Hobbs geëvenaard. Een maand voor de wereldkampioenschappen in Boedapest, tijdens de 'Gyulai István Memorial' won zij de 100 m in 10,89, waarbij zij de Amerikaanse Sha'Carri Richardson klopte. In Boedapest werd zij vervolgens vijfde op de 100 m in 10,93 – Sha'Carri Richardson won nu in 10,65 – en vierde op de 200 m in 22,05.

### Goud op WK indoor en OS 2024
In 2024 beleefde Alfred het hoogtepunt van haar carrière. Bij de WK indoor in Glasgow veroverde zij de titel op de 60 m in 6,98. Het was de eerste medaille op een WK indoor ooit voor Saint Lucia. Vervolgens leverde zij in de aanloop naar de Spelen in Parijs prima prestaties op enkele Diamond League meetings, zoals een tweede plaats op de 100 m tijdens de Prefontaine Classic in 10,93, een eerste op de 100 m in 10,85 tijdens de Herculis meeting en een tweede op de 200 m in 21,86 tijdens de London Grand Prix.
In Parijs zette de atlete van Saint Lucia de kroon op haar loopbaan door op de 100 m kampioene te worden in 10,72. Ze wist hiermee wereldkampioene Sha'Carri Richardson met 0,15 seconden voor te blijven. Ook deze medaille was de eerste olympische medaille ooit voor een Saint Luciaanse. Bovendien werd zij de eerste niet-Jamaicaanse winnares sinds 2004 over 100 m. Vervolgens veroverde zij ook nog eens zilver op de 200 m in 22,08 achter de Amerikaanse Gabrielle Thomas.
In Saint Lucia werden de prestaties van Alfred in september uitbundig gevierd en werd 27 september 2024 uitgeroepen tot 'Julien Alfred Dag'.

## Kampioenschappen
| Discipline | Titel                                       | Jaar |
| ---------- | ------------------------------------------- | ---- |
| 60 m       | Wereldindoorkampioene                       | 2024 |
| 100 m      | Olympisch kampioene                         | 2024 |
| 100 m      | Centraal-Amerikaans en Caraïbisch kampioene | 2023 |
| 100 m      | Caraïbische Spelen U23 kampioene            | 2022 |
| 100 m      | Gemenebest jeugdkampioene                   | 2017 |

## Persoonlijke records

### Outdoor
| Afstand | Tijd                 | Datum           | Plaats |
| ------- | -------------------- | --------------- | ------ |
| 100 m   | 10,72 (-0,1 m/s)(NR) | 3 augustus 2024 | Parijs |
| 200 m   | 21,86 (-0,9 m/s)(NR) | 20 juli 2024    | Londen |

### Indoor
| Afstand | Tijd        | Datum           | Plaats      |
| ------- | ----------- | --------------- | ----------- |
| 60 m    | 6,94        | 11 maart 2023   | Albuquerque |
| 200 m   | 22,01 (NR)  | 11 maart 2023   | Albuquerque |
| 300 m   | 37,36 (NBP) | 3 december 2022 | Louisville  |

## Palmares

### 60 m
- 2023:  NCAA-indoorkamp. - 6,94 s
- 2024:  WK indoor - 6,98 s

### 100 m
- 2016: 5e Oost-Caraïbisch Kampioenschap in Road Town - 12,08 s
- 2017: 5e Oost-Caraïbisch Kampioenschap in St. George's - 11,82 s
- 2017:  Gemenebest Jeugdspelen in Nassau - 11,56 s
- 2018:  Olympische Jeugdspelen in Buenos Aires - 11,23 s
- 2022:  NCAA-kamp. - 11,02 s (+0,2 m/s)
- 2022:  Caraïbische Spelen (U23) in Guadeloupe - 11,07 s (-0,2 m/s)
- 2022:  Gemenebestspelen in Birmingham - 11,01 s
- 2023:  NCAA-kamp. - 10,72 s
- 2023:  Centraal-Amerikaanse en Caraïbische Spelen - 11,14 s
- 2023: 5e WK - 10,93 s
- 2024:  OS - 10,72 s

#### Diamond League Resultaten
- 2024:  Prefontaine Classic - 10,93 s
- 2024:  Herculis - 10,85 s
- 2025:  Herculis - 10,79 s (-1,4 m/s)

### 200 m
- 2023:  NCAA-indoorkamp. - 22,01 s
- 2023:  NCAA-kamp. - 21,73 s
- 2023: 4e WK - 22,05 s
- 2024:  OS - 22,08 s

#### Diamond League Resultaten
- 2023:  Herculis - 22,08 s
- 2024:  London Grand Prix - 21,86 s
- 2025:  London Athletics Meet - 21,71 s (-0,6 m/s)

### 4 × 100 m
- 2022:  NCAA-kamp. - 42,42 s
- 2023:  NCAA-kamp. - 41,60 s

### 4 × 400 m
- 2022:  NCAA-kamp. - 3.23,35

## Onderscheidingen
- ANOC - Beste vrouwelijke atleet van Parijs - 2024[4]

1928: Betty Robinson ·
1932: Stanisława Walasiewicz ·
1936: Helen Stephens ·
1948: Fanny Blankers-Koen ·
1952: Marjorie Jackson ·
1956: Betty Cuthbert ·
1960: Wilma Rudolph ·
1964: Wyomia Tyus ·
1968: Wyomia Tyus ·
1972: Renate Stecher ·
1976: Annegret Richter ·
1980: Ljoedmila Kondratjeva ·
1984: Evelyn Ashford ·
1988: Florence Griffith-Joyner ·
1992: Gail Devers ·
1996: Gail Devers ·
2000: onbepaald ·
2004: Joelija Nestsjarenka ·
2008: Shelly-Ann Fraser-Pryce ·
2012: Shelly-Ann Fraser-Pryce ·
2016: Elaine Thompson ·
2020: Elaine Thompson-Herah ·
2024: Julien Alfred